# Rue Désiré Desmet
Pour les articles homonymes, voir Desmet.
La rue Désiré-Desmet (en néerlandais : Désiré Desmetstraat) est une rue bruxelloise de la commune de Schaerbeek qui va de la rue Godefroid Guffens à la rue du Tilleul en passant par la rue Hubert-Krains, la rue Victor-Vanderhoeft et la rue Herman-Richir.
La numérotation des habitations va de 1 à 41 pour le côté impair et de 2 à 76 pour le côté pair.
Désiré De Smet est un avocat et ancien échevin schaerbeekois, né à Anvers le 18 mai 1873 et décédé à Schaerbeek le 5 décembre 1921.

## Histoire
Composée de maisons de style cottage, la rue Désiré-Desmet a été inauguré le 26 septembre 1926 par Jean-Baptiste Meiser en même temps que l'ensemble de la cité Terdelt.

## Adresses notables
- no 1 : Maison du Foyer Schaerbeekois
- nos 16-18 : École communale no 17